# Кольцевая улица (Чернигов)
Кольцевая улица (укр. Кільцева вулиця) — улица в Деснянском районе города Чернигова. Пролегает от проспекта Мира до улицы Шевченко. Вторая по длине улица города, уступая только проспекту Мира.
Примыкают Кольцевой переулок, улицы Анатолия Шкурко (Академика Рыбакова), Курсанта Еськова, Ярославны (Григория Щербины), Сиверская, Филиппа Орлика (Черняховского), Максима Березовского, Архитектурная, Бориса Гмыри, Прорезная, Королёва, проспект Михаила Грушевского (улицы 1 Мая), Сергея Ефремова, Надежды, Балицкого, Рапопорта, Инженерная, 1 Танковой бригады (Генерала Белова), Защитников Украины, Бобровицкий переулок.

## История
Улица проложена после Великой Отечественной войны. Часть улицы (между улицами Академика Рыбакова и Генерала Белова) до 1999 года была вне черты города.

## Застройка
Улица пролегает в юго-восточном направлении. В начале улицы имеется проезд в южном направлении длиной 640 м, что между ЗАЗом и садово-дачными участками. Начинается непосредственно севернее исторически сложившаяся местности (район) ЗАЗ, идёт через садово-дачные участки, пересекает реку Стрижень, далее южнее Певцов, проходит через Александровку, затем в конце северо-восточнее огибает Бобровицкий жилмассив и пролегает к Бобровице и реке Десне.
Большая часть улицы занята жилой и нежилой застройкой, которая относится к другим улицам. Парная и непарная стороны Кольцевой улицы заняты нежилой застройкой и многоэтажной жилой застройкой (Александровка). 
Учреждения:
1. дом № 2 — садовое товарищество «Тестильщик»
2. дом № 2А — спорткомплекс «Чернигов-арена»
3. дом № 20 — Черниговское высшее профессиональное училище № 15
4. дом № 23 — садовое товарищество «Буддеталь»
5. дом № 35 — садовое товарищество «Родничок»
6. дом № 37 — садовое товарищество «Ветеран»
7. дом № — садовое товарищество «Чайка»
8. дом № — садовое товарищество «Ромашка»
9. дом № — садовое товарищество «Рябинушка»